# Akutancja
Akutancja, ostrość konturowa, efekt konturowy, efekt brzegowy – parametr w optyce określający szerokość przejścia tonalnego w obszarze konturu, czyli na granicy wyraźnie kontrastowych szczegółów obrazu.
W przyrządach optycznych akutancja jest pochodną zdolności rozdzielczej obiektywu oraz jego ostrości.
W fotografii srebrowej (tradycyjnej) akutancja jest parametrem związanym zarówno z materiałami światłoczułymi, jak i kąpielami wywołującymi je. Akutancja jest tym wyraźniejsza im węższa jest strefa konturu, czyli strefa spadku gęstości optycznej w jego obszarze.
W szczególności akutancja ma znaczenie przy wywoływaniu błon światłoczułych wykorzystywanych do późniejszego powiększania z nich obrazów (zarówno negatywy jak i diapozytywy), gdyż jej wpływ ma znaczenie na obszarze o bardzo ograniczonej szerokości. Zagadnienie to odnosi się do sposobu wnikania substancji czynnej wywoływacza w emulsję błony. Jeżeli wnikanie to będzie zbyt wolne, to lokalnie miejsca mocniej naświetlone będą intensywniej wykorzystywały substancję czynną ze swojego najbliższego otoczenia pozostawiając niedobór tej substancji w najbliżej położonych miejscach słabo naświetlonych. Przy wywoływaniu obrazów powiększonych (np. odbitki fotograficzne) akutancja wizualnie nie ma już takiego znaczenia.
Akutancję można celowo zwiększyć podczas wywoływania materiałów światłoczułych poprzez zastosowanie wywoływacza w zwiększonym rozcieńczeniu (przy odpowiednio do tego wydłużonym czasie wywoływania) – wówczas miejsca słabiej naświetlone, znajdujące się obok miejsc mocniej naświetlonych wywołują się wolniej niż powinny z powodu dodatkowo zwiększonego niedoboru substancji czynnej wchłanianej lokalnie do emulsji.
Niezamierzona akutancja może wystąpić podczas niewystarczającego mieszania kąpieli wywołującej.
W obu przypadkach forsowanie akutancji grozi efektami ubocznymi w postaci nierównomierności wywołania całego materiału oraz utratą szczegółów w cieniach.